# Intisar el-Zein
Intisar el-Zein Soughayroun  (también: Intsar, al-Zein, el-Zein, Sghairyoun, Segayron) (Norte de Jartum, 1958) es una arqueóloga, activista y política de Sudán. Desde el 8 de septiembre de 2019 es Ministra de Educación Superior de Sudán en el Gabinete de Transición del primer ministro Abdalla Hamdok, durante la transición sudanesa de 2019 a la democracia.  

## Biografía
Nació en el Norte de Jartum en 1958. Proviene de una familia de hombres y mujeres educados: su abuelo (el padre de su madre) Abelrahman Ali Taha, fue el primer ministro de Educación de Sudán tras la independencia del país. Su tía Fadwa Abdelrahman Ali Taha es profesora universitaria, mientras que su padre, Alzain Seghairoon, fue ministro de Riego.
Se graduó con honores en la Facultad de Artes de la Universidad de Jartum en 1982 especializándose en arqueología. Trabajó en la sección de arqueología de su universidad durante la mayor parte de su carrera y ha sido decana de la facultad. En 1987 obtuvo una maestría en arqueología en la Universidad de El Cairo y más tarde en 2002 un doctorado en la misma disciplina en la Universidad de Universidad de Jartum. Está involucrada en una colaboración científica continua con la Universidad de Bergen en Noruega. Sus intereses de investigación incluyen la arqueología del Islam en Sudán y ha publicado numerosos libros, entre ellos Islamic Artifacts In Sudan, publicado por la Universidad de Cambridge.

## 2018-2019 protestas sudanesas
Participó en las protestas sudanesas de 2018-2019 y formó parte de la iniciativa de profesores de la Universidad de Jartum que envió un memorando durante el levantamiento popular llamando al presidente derrocado Omar Albashir a renunciar.  
Uno de sus sobrinos fue asesinado en la masacre de Jartum del 3 de junio de 2019. A principios de julio de 2019, expresó escepticismo con respecto a las negociaciones con el Consejo Militar de Transición, en base a la experiencia pasada, y apoyó la continua desobediencia civil. Ella sintió que el TMC se estaba debilitando en el poder.

## Ministra de Educación Superior
A principios de septiembre de 2019, Soughayroun fue nombrada ministra de Educación Superior de Sudán (o jefa del Consejo de Educación Superior e Investigación Científica) en el Gabinete de Transición del primer ministro Abdalla Hamdok, durante la transición sudanesa de 2019 a democracia Otras mujeres líderes de Sudán durante el período de transición incluyen la presidenta del Tribunal Supremo, Nemat Abdullah Khair, y las miembros del Consejo de Soberanía Aisha Musa el-Said y Raja Nicola. 